# ألبرت شاتز (عالم)
كان ألبرت إسرائيل شاتز (2 فبراير 1920-17 يناير 2005) عالم أحياء دقيقة أمريكيًا وأكاديميًا اكتشف الستربتوميسين، وهو أول مضاد حيوي معروف بفعاليته في علاج مرض السل. تخرج من جامعة روتجرز في عام 1942 بدرجة البكالوريوس في علم الأحياء الدقيقة في التربة، وحصل على الدكتوراه من جامعة روتجرز في عام 1945. أدت أبحاث الدكتوراه الخاصة به مباشرة إلى اكتشاف الستربتوميسين.
وُلِد شاتز لعائلة من المزارعين، وكان مصدر إلهام لدراسة علوم التربة لإمكانية تطبيقها لتولي مهنة أسرته. تصدر شاتز صفه في جامعة روتجرز في عام 1942، وعمل على الفور لدى سلمان واكسمان، الذي كان حينها رئيس قسم علم الأحياء الدقيقة في التربة، ولكنه جُنِّد في الجيش الأمريكي للخدمة في الحرب العالمية الثانية. سُرِّح شاتز من الجيش بعد إصابة في ظهره، وعاد إلى واكسمان في عام 1943 كطالب دكتوراه. عمل بمعزل عن الآخرين بسبب استخدامه لبكتيريا السل المخيفة (المتفطرة السلّية)، واكتشف مضادًا حيويًا جديدًا أطلق عليه اسم «الستربتوميسين» الذي ثبت أنه آمن وفعال ضد بكتيريا السل والبكتيريا الأخرى. ساهم أيضًا في اكتشاف مضاد حيوي آخر وهو الألبوميسين في عام 1947.
أدى اكتشاف الستربتوميسين إلى جدل حول عائداته من الإنتاج التجاري، وجائزة نوبل. طالب واكسمان بفوائد مالية لنفسه ولمؤسسة روتجرز للأبحاث والتبرعات فقط دون علم شاتز. منحت دعوى قضائية شاتز 3% من العائدات والاعتراف القانوني بالاكتشاف المشترك. مُنحت جائزة نوبل في الطب أو علم وظائف الأعضاء لعام 1952 إلى واكسمان بشكل صريح «لاكتشافه الستربتوميسين»، وهو الشيء الذي أشارت إليه مجلة ذا لانسيت بأنه «خطأ كبير في عدم الاعتراف بمساهمة شاتز». كُرِّم شاتز بميدالية جامعة روتجرز في عام 1994 كفعلٍ حسن النيّة.

## الحياة المهنية
عمل شاتز في كلية بروكلين، والكلية الزراعية الوطنية في دويلستاون ببنسلفانيا بعد مغادرة روتجرز في عام 1946. تعلقت معظم أعمال شاتز فيما بعد بطب الأسنان بدءًا من عام 1953. طور شاتز وعمه جوزيف جيه. مارتن في كلية الطب بجامعة بنسلفانيا نظرية حول سبب تسوس الأسنان؛ وذلك أثناء عمله كرئيس لقسم علم الأحياء الدقيقة في مستشفى فيلادلفيا العام. تعود جذور النظرية التي أطلقوا عليها اسم «نظرية انحلال البروتين» إلى بحث شاتز الأصلي في عام 1955. نُشِر الهيكل الكامل للنظرية في عام 1962.
أصبح شاتز الأستاذ الأكثر تميزًا في كلية الكيمياء والصيدلة في جامعة تشيلي منذ عام 1962 حتى عام 1965، ثم أستاذًا للتربية في جامعة واشنطن في سانت لويس منذ عام 1965 حتى عام 1969، وأستاذًا في تعليم العلوم بجامعة تمبل منذ عام 1969 حتى عام 1980. واصل دراسة تأثيرات فلورة مياه الشرب في تشيلي.

## اكتشاف الألبوميسين
تبع اكتشاف الستربتوميسين اكتشاف الغريزين. أبلغ دونالد إم. رينولدز وشاتز وواكسمان عن الاكتشاف في عام 1947. عُزِل المضاد الحيوي الجديد من نفس البكتيريا التي أنتجت الستربتوميسين. لم يكن قويًا مثل الستربتوميسين أو الستربتوثريسين، ولكنه كان أقل سمية وفعالية ضد معظم البكتيريا سلبية الغرام وإيجابية الغرام. كان الغريزين يعتبر عضوًا في مركب أكثر تحديدًا، وهو الألبوميسين، وذلك عند اكتشاف مركبات أخرى ذات صلة من بكتيريا أخرى. أُشير إلى هذه المركبات فيما بعد باسم مضادات «حصان طروادة» الحيوية لقدرتها على العمل كأهداف جزيئية داخل الخلايا.

## أبحاث وجدل الأسنان (1954-1992)
دعت الولايات المتحدة إلى إضافة فلورة المياه لمنع تسوس الأسنان منذ عام 1945. حقق شاتز في سبب تسوس الأسنان منذ منتصف خمسينيات القرن الماضي بدعم من عمه مارتن. تفاجأ شاتز، في بداية العمل، عندما علم أن سبب تسوس الأسنان يُفترض ضمنيًا أنه حموضة في الفم، دون أي دليل تجريبي. تنص النظرية الحمضية، كما كانت معروفة، على أن أيونات الهيدروجين (التي تحدد الرقم الهدروجيني) هي العامل الحاسم لصحة الأسنان؛ ولكن تجاربه أظهرت أن تسوس الأسنان يحدث بغض النظر عن الحموضة أو القلوية. قدم هو وعمه تفسيرًا جديدًا لتسوس الأسنان في عام 1962، وهو «نظرية التحلل الخَلْبي للبروتين». (أشار لاحقًا إلى نظريته الأصلية لعام 1954 باسم «نظرية الاستخلاب»). أكدت النظرية على التفاعلات الكيميائية الحيوية الناتجة عن التنقية الحمضية. تقول النظرية إن تسوس الأسنان يتطور عندما تغزو البكتيريا تجاويف الأسنان في وجود مركبات عضوية (عوامل احتجاز) مثل السكريات والدهون والسترات لتفكيك (التحلل البروتيني) لبروتين الأسنان (الكيراتين). إن هذه العملية مستقلة عن الرقم الهيدروجيني للبيئة.
قادته النتائج التي توصل إليها أيضًا إلى معارضة فلورة مياه الشرب بناءً على فهمه للتأثير الكيميائي الحيوي للفلورايد على الأنسجة. تحدى فلورة مياه الشرب بواسطة برامج الصحة العامة، وقدم تقريرًا في عام 1967 عن «زيادة معدل الوفيات في تشيلي المرتبط بالفلورة الاصطناعية لمياه الشرب، مع تداعيات ذلك على بلدان أمريكا اللاتينية الأخرى والولايات المتحدة»؛ وادعى أيضًا أن فلورة المياه لم تفشل في الوقاية من تسوس الأسنان في تشيلي فقط؛ ولكنها تسببت أيضًا في زيادة نسبة السرطان الذي أدى إلى زيادة الوفيات بين المصابين بسوء التغذية. انتقد أيضًا ورقة علمية نُشرت في عام 1966 قدمت مزايا فلورة المياه في مقاطعة كوريكو في تشيلي، بحجة أن البيانات كانت غير كاملة. أصدر مركز مكافحة الأمراض التابع لوزارة الصحة الأمريكية في أتلانتا في عام 1978 بيانًا عامًا مفاده أن بيانات شاتز حُلِّلت بشكل غير صحيح؛ ولم تقدم العلاقة الحقيقية بين فلورة المياه والسرطان والوفيات مع الاستنتاج التالي: «إن فلورة المياه بغرض الوقاية من تسوس الأسنان لا تشكل أي خطر متعلق بالسبب السرطاني». تعرض شاتز في عام 1992 لانتقادات شديدة في مجلة ذا نيو زيلاند ميديكال جورنال بسبب التحيز والنشر في مجلة غامضة. رد بالادعاء بأن المنشور كان في مجلة شرعية، وأن النقاد أغفلوا نشرًا منفصلًا في مجلة ذا جورنال أوف نيهون يونيفيرسيتي سكول أوف دينتستري (مجلة كلية طب الأسنان بجامعة نيهون).
لم تُحسَم فوائد أو مخاطر المياه المفلورة منذ عام 2021، وذلك على الرغم من وجود أدلة حديثة على آثارها العصبية الضارة.

## الحياة الشخصية
نشأ اهتمام شاتز الأولي بعلم الأحياء الدقيقة في التربة من نيته بأن يصبح مزارعًا بعد والديه. دفعه رؤية العمال يتعرضون للاعتداء من قبل السلطات خلال فترة الكساد الاقتصادي إلى الاشتراكية والإنسانية مدى الحياة. تزوج من فيفيان روزنفيلد، الطالبة في كلية نيو جيرسي للنساء، في مارس 1945 وأنجبا ابنتان، ليندا وديان.

## الجوائز والأوسمة والتكريمات
حصل شاتز على درجات فخرية من البرازيل، وبيرو، وتشيلي وجمهورية الدومينيكان. حصل على وسام جامعة روتجرز في الذكرى الخمسين لاكتشاف الستربتوميسين في عام 1994. وضعت صحيفة نيويورك تايمز براءة اختراع الستربتوميسين لشاتز وواكسمان لعام 1948 ضمن أفضل 10 اكتشافات في القرن العشرين. حولت الجامعة مختبر شاتز في الطابق السفلي إلى متحف يوثق اكتشافاته واكتشافات المضادات الحيوية الأخرى التي أُجريَت في الكلية.